# Ł
Ł, ł (L со штрихом) — буква расширенной латиницы, используемая в польском, кашубском, лужицких языках, в белорусской и отдельных проектах украинской латиницы, а из неславянских языков — в языке навахо, холикачук (индейские), вилямовском (германский) и в венецианском (романский).
В славянских языках обозначает звук, восходящий к общеславянскому непалатализованному [l].

## Использование

### Польский язык
В настоящее время в польском языке буква обозначает неслоговое [w], близкое к белорусскому Ў и английскому W.
В старопольском языке обозначала звук [ɫ], близкий к русскому твёрдому Л. Переход к неслоговому [w] происходил неравномерно: дольше всего этот звук сохранялся в восточнопольских диалектах (под влиянием восточнославянских языков), а также в диалектах восточных Куяв и Сандомира.
До середины XX века твёрдое произношение было обязательным для работников радио и телевидения, а также в сценической речи (отсюда распространённое название — пол. «ł aktorskie»). Сейчас старое произношение сохраняется в восточных районах Польши, у поляков Литвы, Белоруссии и Украины, а также среди актёров старшего поколения.

#### История
Впервые обозначение твёрдого и мягкого польских звуков [l]/[l'] разными буквами встречается в орфографическом трактате Якуба Паркошовица, написанном около 1440 г. (сохранился в списках 1460—1470-х гг.): для мягкого звука он предложил букву в виде рукописного {\displaystyle \ell }, а для твёрдого — L со штрихом, идущим влево вверх (нечто напоминающее Ч); впрочем, примеров применения такой орфографии не сохранилось. Нынешнюю же систему (обозначать мягкий звук обычной буквой L, а твёрдый — L с диагональным штрихом) изобрёл Станислав Заборовский, который в 1514—1515 напечатал в Кракове книгу «Orthographia seu modus recte scribendi et legendi Polonicum idioma quam utilissimus»; он же считается «отцом» польской буквы Ż, остальные же предложенные им начертания не прижились, хотя сама идея использования для польского письма диакритических знаков вместо изменения формы собственно букв также принадлежит ему.

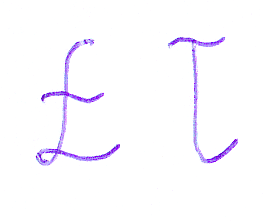
Рукописная Ł

При письме от руки буква со штрихом заменяется тильдой над буквой.

### Другие языки

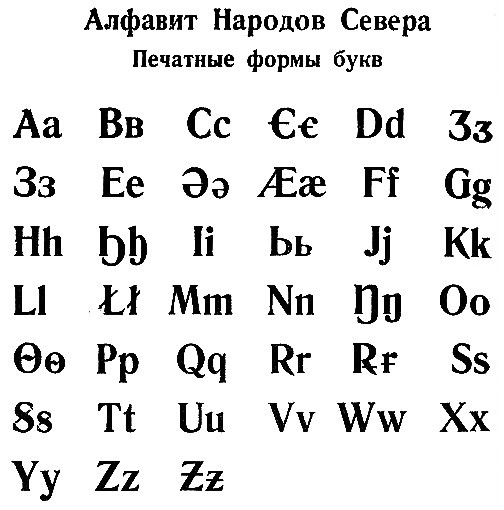
Единый северный алфавит

В белорусской «латинке» буква заменяет обычную кириллическую Л. Присутствует в разработанном Иосифом Лозинским «абецадле» — адаптации польского алфавита для записи украинского языка.
В языке навахо используется для обозначения безгласного альвеолярного латерального фрикативного звука [l][j], похожего на звук валлийского языка, обозначаемый диграфом Ll.
В венецианском обозначает слабое (переходящее в [e] и даже полностью выпадающее в произношении) интервокальное [l].
Буква входила в Единый северный алфавит, где являлась 20-й по счёту.

### Другие значения
Графема Ł также является символом криптовалюты Litecoin.